# 397-я стрелковая дивизия (2-го формирования)
397-я стрелковая Сарненская Краснознамённая ордена Кутузова дивизия — воинское соединение РККА, принимавшее участие в Великой Отечественной войне в составе 1-й Ударной, 63-й,13-й,61-й армиях.

## История
397-я стрелковая дивизия была сформирована в Аткарском районе Саратовской области в Приволжском военном округе в период с 24 декабря 1941 по 15 февраля 1942 года. В марте 1942 г вошла в состав 3-й ударной армии Калининского фронта.

### 1942 год,бои под Демянском
С апреля 1942 года в составе 1-й ударной армии Северо-Западного фронта. В бои дивизия вступила у села Рамушево Новгородской области, в районе Демянска, ведя оборонительно-наступательные бои с 11 апреля до 11 июня 1942 г, пытаясь предотвратить прорыв окружения немецкого 2-го армейского корпуса. Но 21 апреля немецким войскам удалось пробить коридор к окруженным войскам.
С июня по сентябрь 1942 года находилась в обороне в районе реки Ловать. В периоды с 27 сентября по 8 октября 1942 года, со 2-го по 18 декабря 1942 года и с 1-го по 20 января 1943 года вела ожесточенные бои в рамках советских попыток вновь окружить Демянскую группировку противника. В этих боях дивизия потеряла более 1000 человек убитыми и более 3000 ранеными.
В феврале 1943 года участвовала в Демянской наступательной операции. Попытки вновь замкнуть кольцо окружения не удались, и немецкие войска смогли отступить из Демянского выступа. В марте 1943 года выведена в состав 2-й резервной армии Резерва Ставки ВГК.

### 1943 год
С апреля 1943 года в составе 63-й армии Брянского фронта. Принимала участие в Курской битве, Орловской и Брянской наступательных операциях.
В начале октября ее части переправились через р. Сож и вступили на территорию Белоруссии.
Принимала участие в Гомельско-Речицкой наступательной операции. С декабря 1943 года в составе 77-го стрелкового корпуса 13-й армии 1-го Украинского фронта участвовала в Житомирско-Бердичевской наступательной операции, в освобождении городов Коростень, Домбровица и Сарны.

### 1944 год
14 января 1944 года 397-я стрелковая дивизия Приказом ВГК, за участие в освобождение г. Сарны, присвоено почётное наименование «Сарненская».
С 27 января 1944 года дивизия принимала участие в Ровно-Луцкой наступательной операции, затем находясь в обороне, прикрывала правый фланг 1-го Украинского фронта.
С февраля 1944 года в составе 47-й армии 2-го Белорусского фронта, с 13 марта – 61-я армия, с апреля – 1-й Белорусский фронт.
Принимала участие в освобождении Пинска и Кобрина. В июле 1944 года выведена в Резерв Ставки ВГК.
23 июля 1944 года 397-я стрелковая Сарненская дивизия, за отличия в боях по освобождению г. Пинск была награждена орденом Красного Знамени.
С сентября 1944 года в составе 89-го стрелкового корпуса 61-й армии 3-го Прибалтийского фронта принимала участие в освобождении Латвийской ССР, с октября – 1-й Прибалтийский фронт, в блокирование Курляндской группировки противника.
С декабря 1944 года в составе 89-го стрелкового корпуса 61-й армии 1-го Белорусского фронта.

### 1945 год
В феврале-марте 1945 года входила в состав 9-го гвардейского корпуса.
Принимала участие в прорыве долговременной и глубокоэшелонированной обороны противника на р. Висла, преследование противника до 400 км. в направлении от г. Варшава до г. Шнайдемюль.
17 апреля 1945 года при массированном артиллерийском ударе, дивизия первой успешно форсировала р. Одер в районе д. Хоэн-Бутцов.
2 мая 1945 года, 397-я стрелковая Сарненская Краснознаменная ордена Кутузова II степени, закончила боевые действия на берегу р. Эльбы в районе Платтенбург, земля Бранденбург, Германия.
11 мая дивизия передислоцировалась в район г. Хавельберг, где до 4 июня несёт службу сторожевого охранения по восточному берегу р. Эльба.
10 июня 1945 года стрелковые полки дивизии, за отличные боевые действия, награждены орденами: 446-й СПП и 447-й СПП – орденами Кутузова 3-й степени, 448 СП – орденом Суворова 3-й степени.
15 июня 1945 года 397-я стрелковая Сарненская Краснознаменная ордена Кутузова II степени дивизия расформирована, личный состав, вооружение и др. имущества частей и отдельных спецподразделений передано в состав 12-й гвардейской стрелковой Пинской ордена Ленина Краснознамённой орденов Суворова и Кутузова дивизии 47-й армии Группы советских оккупационных войск в Германии.

## Награды дивизии
- 14 января 1944 года — Почетное наименование «Сарненская» — присвоено приказом Верховного Главнокомандующего № 06 от 14 января 1944 года за отличие в боях за освобождение города Сарны.
- 23 июля 1944 года —  Орден Красного Знамени — награждена указом Президиума Верховного Совета СССР от 23 июля 1944 года за образцовое выполнение боевых заданий командования в боях с немецкими захватчиками, за овладение городом Пинск и проявленные при этом доблесть и мужество.[1]
- 31 октября 1944 года —  Орден Кутузова II степени — награждена указом Президиума Верховного Совета СССР от 31 октября 1944 года за образцовое выполнение заданий командования в боях с немецкими захватчиками, за овладение городом Рига и проявленные при этом доблесть и мужество.[2]

Награды частей дивизии:
- 446-й стрелковый Пинский[3] ордена Кутузова[4] полк
- 447-й стрелковый Пинский[3] ордена Кутузова[4] полк
- 448-й стрелковый ордена Суворова[4] полк
- 1015-й артиллерийский ордена Александра Невского[4] полк
- 26-й отдельный истребительно — противотанковый ордена Красной Звезды[4] дивизион
- 703-й отдельный сапёрный ордена Красной Звезды[4] батальон

## Состав
- 446-й стрелковый полк
- 447-й стрелковый полк
- 448-й стрелковый полк
- 1015-й артиллерийский полк
- 26-й отдельный истребительно-противотанковый дивизион
- 151-я зенитная батарея (до 28 февраля 1943 года)
- 189-й миномётный дивизион (до 15 ноября 1942 года)
- 545-я отдельная разведывательная рота
- 703-й отдельный сапёрный батальон
- 903-й отдельный батальон связи (903-я отдельная рота связи)
- 510-й медико-санитарный батальон
- 560-й отдельная рота химической защиты
- 555-я автотранспортная рота
- 477-я полевая хлебопекарня
- 289-й дивизионный ветеринарный лазарет
- 1658-я полевая почтовая станция
- 1077-я полевая касса Государственного банка СССР

Периоды вхождения в состав Действующей армии:
- 7 марта 1942 года — 18 марта 1943 года;
- 29 апреля 1943 года — 30 июля 1944 года;
- 13 сентября 1944 года — 20 декабря 1944 года
- 25 декабря 1944 года — 9 мая 1945 года

Перечень № 5 Стрелковых, горнострелковых, мотострелковых и моторизованных дивизий, входивших в состав действующей армии в годы Великой Отечественной войны 1941—1945 гг. / А. П. Покровский. — М.: Министерство обороны, 1956. — 218 с.

## Подчинение
| Дата             | Фронт (округ)                               | Армия               | Корпус                            | Примечания      |
| ---------------- | ------------------------------------------- | ------------------- | --------------------------------- | --------------- |
| 01.01. 1942 года | Приволжский военный округ                   | —                   | —                                 | на формировании |
| 01.02. 1942 года | Приволжский военный округ                   | —                   | —                                 | на формировании |
| 01.03. 1942 года | Приволжский военный округ                   | —                   | —                                 | на формировании |
| 01.04. 1942 года | Калининский фронт                           | 3-я Ударная армия   | —                                 | —               |
| 01.05. 1942 года | Северо-Западный фронт                       | 1-я Ударная армия   | —                                 | —               |
| 01.06. 1942 года | Северо-Западный фронт                       | 1-я Ударная армия   | —                                 | —               |
| 01.07. 1942 года | Северо-Западный фронт                       | 1-я Ударная армия   | —                                 | —               |
| 01.08. 1942 года | Северо-Западный фронт                       | 1-я Ударная армия   | —                                 | —               |
| 01.09. 1942 года | Северо-Западный фронт                       | 1-я Ударная армия   | —                                 | —               |
| 01.10. 1942 года | Северо-Западный фронт                       | 1-я Ударная армия   | —                                 | —               |
| 01.11. 1942 года | Северо-Западный фронт                       | 1-я Ударная армия   | —                                 | —               |
| 01.12. 1942 года | Северо-Западный фронт                       | 1-я Ударная армия   | —                                 | —               |
| 01.01. 1943 года | Северо-Западный фронт                       | 1-я Ударная армия   | —                                 | —               |
| 01.02. 1943 года | Северо-Западный фронт                       | 1-я Ударная армия   | —                                 | —               |
| 01.03. 1943 года | Северо-Западный фронт                       | 1-я Ударная армия   | —                                 | —               |
| 01.04. 1943 года | Резерв Ставки Верховного Главнокомандования | 2-я Резервная армия | —                                 | —               |
| 01.05. 1943 года | Брянский фронт                              | 63-я армия          | —                                 | —               |
| 01.06. 1943 года | Брянский фронт                              | 63-я армия          | —                                 | —               |
| 01.07. 1943 года | Брянский фронт                              | 63-я армия          | —                                 | —               |
| 01.08.1943 года  | Брянский фронт                              | 63-я армия          | —                                 | —               |
| 01.09.1943 года  | Брянский фронт                              | 63-я армия          | —                                 | —               |
| 01.10.1943 года  | Брянский фронт                              | 63-я армия          | 35-й стрелковый корпус            | —               |
| 01.11.1943 года  | Белорусский фронт                           | 63-я армия          | —                                 | —               |
| 01.12.1943 года  | Белорусский фронт                           | 63-я армия          | 35-й стрелковый корпус            | —               |
| 01.01.1944 года  | 1-й Украинский фронт                        | 13-я армия          | 77-й стрелковый корпус            | —               |
| 01.02.1944 года  | 1-й Украинский фронт                        | 13-я армия          | 77-й стрелковый корпус            | —               |
| 01.03.1944 года  | 2-й Белорусский фронт                       | 47-я армия          | 77-й стрелковый корпус            | —               |
| 01.04.1944 года  | 2-й Белорусский фронт                       | 61-я армия          | —                                 | —               |
| 01.05.1944 года  | 1-й Белорусский фронт                       | 61-я армия          | —                                 | —               |
| 01.06.1944 года  | 1-й Белорусский фронт                       | 61-я армия          | —                                 | —               |
| 01.07.1944 года  | 1-й Белорусский фронт                       | 61-я армия          | —                                 | —               |
| 01.08.1944 года  | Резерв Ставки Верховного Главнокомандования | 61-я армия          | 89-й стрелковый корпус            | —               |
| 01.09.1944 года  | Резерв Ставки Верховного Главнокомандования | 61-я армия          | 89-й стрелковый корпус            | —               |
| 01.10.1944 года  | 3-й Прибалтийский фронт                     | 61-я армия          | 89-й стрелковый корпус            | —               |
| 01.11.1944 года  | 1-й Прибалтийский фронт                     | 61-я армия          | 89-й стрелковый корпус            | —               |
| 01.12.1944 года  | 1-й Прибалтийский фронт                     | 61-я армия          | 89-й стрелковый корпус            | —               |
| 01.01.1945 года  | 1-й Белорусский фронт                       | 61-я армия          | 89-й стрелковый корпус            | —               |
| 01.02.1945 года  | 1-й Белорусский фронт                       | 61-я армия          | 89-й стрелковый корпус            | —               |
| 01.03.1945 года  | 1-й Белорусский фронт                       | 61-я армия          | 9-й гвардейский стрелковый корпус | —               |
| 01.04.1945 года  | 1-й Белорусский фронт                       | 61-я армия          | 89-й стрелковый корпус            | —               |
| 01.05.1945 года  | 1-й Белорусский фронт                       | 61-я армия          | 89-й стрелковый корпус            | —               |

## Командиры
- Комаров, Фёдор Иванович (с 26 декабря 1941 по 7 января 1942 года), полковник;
- Шабалин, Родион Никанорович (с 14 января 1942 года по 26 января 1942 года), полковник;
- Ильин, Константин Тимофеевич (с 26 января 1942 года по 9 октября 1942 года), полковник;
- Васильев, Виктор Александрович (с 10 октября 1942 года по 10 ноября 1942 года), полковник;
- Кеневич, Болеслав Альбинович (с 12 ноября 1942 года по 31 января 1943 года), полковник;
- Андоньев, Николай Фёдорович (с 15 января 1943 года по 31 мая 1945 года), полковник, генерал-майор

## Отличившиеся воины дивизии
Герои Советского Союза
- Акишин, Николай Андреевич, капитан, командир батальона 447-го стрелкового полка.
- Артёменко, Степан Елизарович, майор, командир батальона 447-го стрелкового полка.
- Буйневич Павел Николаевич, сержант, командир орудия 76-мм батареи 447-го стрелкового полка.
- Быков, Иван Михайлович, старший сержант, командир взвода связи стрелкового батальона 446-го стрелкового полка.
- Вожакин, Георгий Михайлович, старший лейтенант, командир батареи 76-мм пушек 447-го стрелкового полка.
- Зюзин, Василий Иванович, капитан, командир батареи 76-мм пушек 446-го стрелкового полка.
- Колосков Пётр Григорьевич, старший лейтенант, командир 5-й батареи 1015-го артиллерийского полка.
- Липунов, Александр Яковлевич, старшина, помощник командира взвода пешей разведки 447-го стрелкового полка.
- Макаров, Андрей Тимофеевич, гвардии полковник, командир 446-го стрелкового полка.
- Овсянников, Николай Иванович, старшина, командир противотанкового орудия 1-го батальона 448-го стрелкового полка.
- Омельянюк Филипп Трофимович, старший лейтенант, заместитель по политической части командира 2-го батальона 447-го стрелкового полка.
- Печерица, Александр Яковлевич, майор, командир 26-го отдельного истребительно-противотанкового дивизиона.
- Погорельцев, Александр Егорович, лейтенант, парторг 1-го батальона 446-го стрелкового полка.
- Подорожный, Николай Алексеевич, младший лейтенант, комсорг 3-го батальона 448-го стрелкового полка.
- Пономарёв, Сергей Алексеевич, капитан, старший адъютант 1-го батальона 446-го стрелкового полка.
- Русских, Афанасий Афанасьевич , старший сержант, командир орудия 2-й батареи 26-го отдельного истребительно-противотанкового дивизиона.
- Стаценко, Василий Ефимович, старшина, командир взвода пешей разведки 446-го стрелкового полка.
- Толстой, Иван Федосеевич, майор, командир дивизиона 1015-го артиллерийского полка.
- Хорошилов, Семён Иванович, капитан, командир батальона 446-го стрелкового полка.
- Шило, Михаил Давыдович, младший сержант, командир пулемётного расчёта 447-го стрелкового полка.
- Яковлев, Тимофей Акимович, младший сержант, командир пулемётного расчёта 447-го стрелкового полка.

 Кавалеры ордена Славы трёх степеней
- Бычков, Михаил Матвеевич, старшина, командир пулемётного расчёта 447-го стрелкового полка
- Ваганов, Василий Иванович, младший сержант, разведчик 545-й отдельной разведывательной роты
- Крофто, Николай Савельевич, младший сержант, командир сапёрного отделения 446-го стрелкового полка
- Макаренко, Иван Романович, старший сержант, помощник командира сапёрного взвода 446-го стрелкового полка